# 东平公社旧址

东平公社旧址，位于中国广东省广州市白云区永平街道东平村沙梨园三巷 ，建于1843年，1908年重修，为抗英斗争的主要遗址地。1843年，增城、从化乡民在士绅王韶光、高梁材等倡导下，在沙梨园建立东平公社，以武装乡民以抗击外侵。2002年7月，列入广州市第六批文物保护单位。该地原为东平小学使用。